# Nguyễn Khang (họa sĩ)
Nguyễn Khang (5 tháng 2 năm 1912 – 15 tháng 11 năm 1989), quê tại làng Yên Thái (làng Bưởi), quận Tây Hồ, thành phố Hà Nội, là một họa sĩ Việt Nam. Ông là một trong những họa sĩ Việt Nam áp dụng thành công thể loại tranh sơn mài vào nền hội họa Việt Nam. Nguyễn Khang từng là Hiệu trưởng trường Đại học Mỹ thuật công nghiệp (1962-1974). Họa sĩ Nguyễn Khang được tặng thưởng giải thưởng Hồ Chí Minh về văn học nghệ thuật đợt II năm 2000 .

## Tiểu sử
Họa sĩ Nguyễn Khang sinh ngày 5 tháng 2 năm 1912, quê gốc ở làng Yên Thái, nay thuộc phường Bưởi, quận Tây Hồ, Hà Nội. Năm 23 tuổi, ông tốt nghiệp Cao đẳng Mỹ thuật Đông Dương và làm việc tại Hà Nội.
Ông lập gia đình với bà Trần Thị Thanh Trà, có 5 Người con: Con gái cả Nguyễn Kim Điệp, con trai Nguyễn Khai Khôi, Nguyễn Dục Tài (chết trẻ), Nguyễn Thái Nguyên, Nguyễn Thái Dũng.
Khi Cách mạng tháng Tám nổ ra, Nguyễn Khang tham gia cách mạng. Đến toàn quốc kháng chiến năm 1946, ông cùng nhiều văn nghệ sĩ lên Việt Bắc tham gia Đoàn văn hóa kháng chiến. Giai đoạn từ 1949 tới 1951, ông được cử làm hiệu trưởng trường Mỹ thuật kháng chiến Liên khu X.
Từ 1951 tới 1957, Nguyễn Khang giảng dạy tại khu học xá trung ương Việt Nam ở Nam Ninh, Trung Quốc. Trở về nước, ông tham gia sáng lập Hội Mỹ thuật Việt Nam và được bầu làm ủy viên ban thường vụ khóa I (năm 1957).
Năm 1959, ông được cử làm hiệu phó trường Trung cấp Mỹ thuật Việt Nam (tiền thân của trường Đại học Mỹ thuật Công nghiệp Hà Nội, nơi ông làm Hiệu trưởng từ năm 1962 tới 1974). Năm 1974, Nguyễn Khang về hưu, nhưng vẫn tiếp tục sáng tác.
Ông mất ngày 15 tháng 11 năm 1989 tại Thành phố Hồ Chí Minh.

## Sự nghiệp sáng tác
Năm 19 tuổi, Nguyễn Khang đỗ đầu khóa 6 (1930-1935) trường Cao đẳng Mỹ thuật Đông Dương.
Ông không chỉ là một họa sĩ vẽ giỏi mà còn là người có nhiều tìm tòi về chất liệu sáng tác mới. Điểm độc đáo trong nghệ thuật tranh sơn mài của ông là bí quyết tán nhỏ vàng bạc thành cám vàng rồi dùng rây rắc đều cám vàng lên bề nền sơn ta, sau đó mài đi. Kỹ thuật này làm cho các tác phẩm hội họa sơn mài của ông trở nên phong phú về chất liệu và màu sắc, không chỉ còn đơn điệu những màu tối trầm của chất liệu sơn mài.
Những thử nghiệm thành công đó giúp Nguyễn Khang sáng tạo nên những tác phẩm độc đáo và liên tục tham gia các triển lãm ở trong nước và quốc tế, đoạt phần thưởng danh dự tại triển lãm kỹ thuật và mỹ thuật Paris 1937, bằng khen Ngoại hạng ở triển lãm Sadeai 1939 và triển lãm Duy Nhất 1943, giải thưởng triển lãm mỹ thuật toàn quốc 1960 và 1962.
Năm 1939, Ban tổ chức triển lãm San Francisco (Mỹ) đã mời Nguyễn Khang tham gia hội đồng chấm giải, nhưng rất tiếc ông không tham dự được.
Tác phẩm của Nguyễn Khang cũng đã gây tiếng vang tại triển lãm mỹ thuật 12 nước xã hội chủ nghĩa tổ chức tại Liên Xô.
Tác phẩm Bác Hồ về thăm bản làng ông vẽ năm 1958 đã được Nhật Bản mua và trưng bày trong Bảo tàng Nghệ thuật châu Á Fukuoka.
Nguyễn Khang là người được giao nhiệm vụ thiết kế trang trí cho các tang lễ cấp nhà nước của Việt Nam. Năm 1969, trong tang lễ Hồ Chí Minh, ông được cử làm trưởng ban trang trí quốc tang. Bức chân dung Hồ Chí Minh tại lễ quốc tang rộng 30m2 cũng do ông vẽ.
Ông còn đảm nhận các cương vị mỹ thuật quan trọng khác như trưởng ban trang trí triển lãm 25 năm thành lập nước Việt Nam Dân chủ Cộng hòa, thiết kế trang trí đại hội Đảng Cộng sản Việt Nam lần thứ IV và V và là tác giả bìa và logo Tạp chí Cộng sản.
Năm 2000, Nguyễn Khang được truy tặng Giải thưởng Hồ Chí Minh cho chùm tác phẩm Đánh cá đêm trăng (năm 1943), Hòa bình và hữu nghị (năm 1958), Hành quân qua suối (năm 1962) và Gia đình mục đồng (năm 1982).

## Các tác phẩm
Họa sĩ Nguyễn Khang sáng tác không nhiều, chỉ gần 40 tác phẩm, chủ yếu khổ lớn. Nhưng các tác phẩm của ông luôn được thể hiện tinh tế, giàu tính thẩm mỹ, chan chứa tình cảm với cuộc sống và con người đất Việt.
- Đi chợ
- Gội đầu dưới trăng (1940)
- Vẻ đẹp Mường (1940)
- Bắt cá đêm trăng hay Đánh cá đêm trăng (1943)

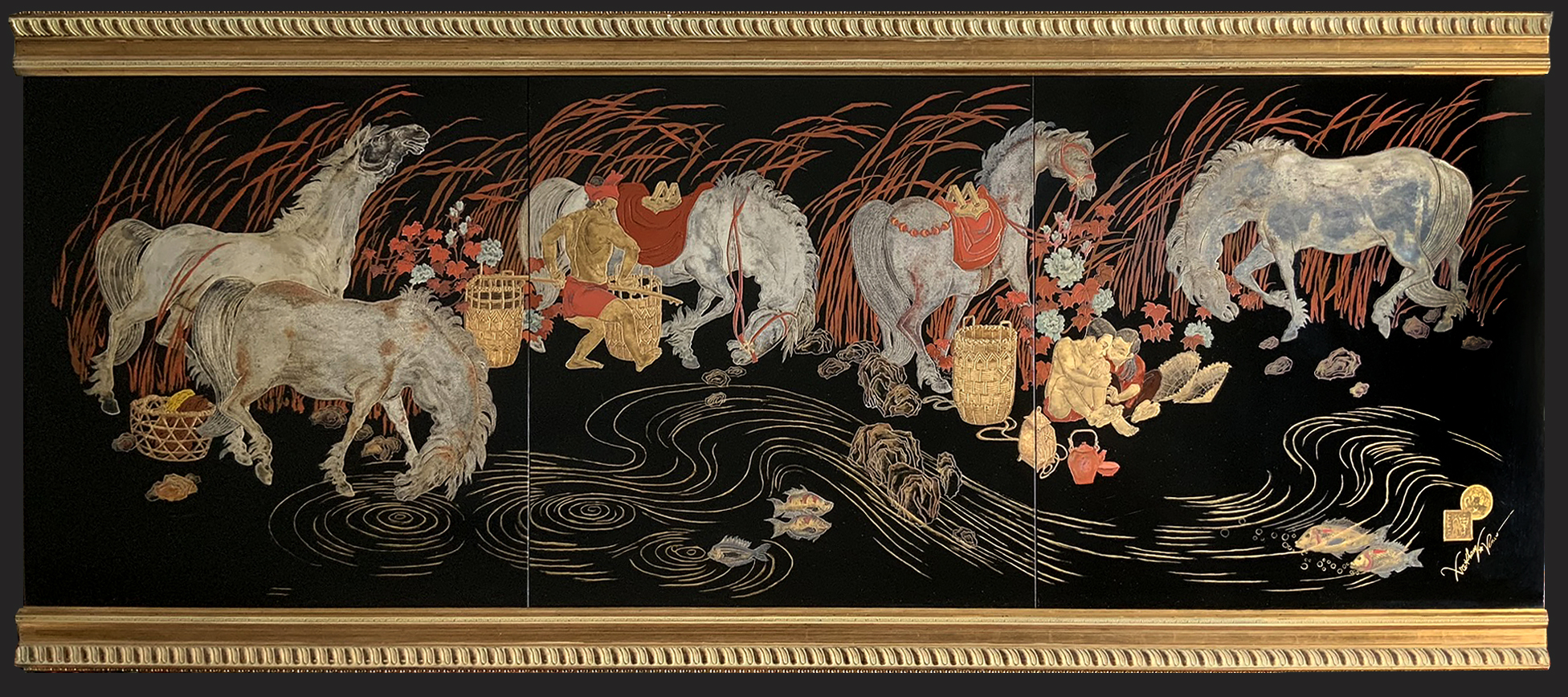
Gia Đình Mục Đồng (1985)

- Phong cảnh miền núi (1943)
- Ông nghè vinh quy (1943)
- Bác Hồ về thăm bản làng (1958)
- Hòa bình và hữu nghị (1958)
- Hành quân qua suối (1962)
- Gia đình mục đồng (1982)
- Người đẹp hoa thơm(1989)
- Có cứng mới đứng trước gió
- Ngựa béo hoa thơm
- Anh hùng nhất khoảnh
- Vinh quy bái tổ
- Những người săn hổ